# Europejska Nagroda Muzyczna MTV dla najlepszego wykonawcy hip-hop
Europejska Nagroda Muzyczna MTV dla najlepszego wykonawcy hip-hop – nagroda przyznawana przez redakcję MTV Europe podczas corocznego rozdania MTV Europe Music Awards. Nagrodę dla najlepszego wykonawcy hip-hop po raz pierwszy przyznano w 1999 r. Od 2007 r. nagroda zastąpiona została nagrodą dla najlepszego wykonawcy urban music (muzyki miejskiej). O zwycięstwie decydowali widzowie za pomocą głosowania internetowego i telefonicznego (smsowego).

## Zwycięzcy i nominowani

### 1997
- Will Smith
  - Blackstreet
  - Coolio
  - Puff Daddy
  - The Notorious B.I.G.

### 1998
- Beastie Boys
  - Puff Daddy
  - Missy Elliott
  - Pras
  - Busta Rhymes

### 1999
- Eminem
  - The Beastie Boys
  - Busta Rhymes
  - Puff Daddy
  - Will Smith

### 2000
- Eminem
  - Dr. Dre
  - Cypress Hill
  - Wyclef Jean
  - Busta Rhymes

### 2001
- Eminem
  - D12
  - Missy Elliott
  - OutKast
  - P. Diddy

### 2002
- Eminem
  - Nelly
  - P. Diddy
  - Busta Rhymes
  - Ja Rule

### 2003
- Eminem
  - 50 Cent
  - Missy Elliott
  - Jay-Z
  - Nelly

### 2004
- D12
  - The Beastie Boys
  - Jay-Z
  - Nelly
  - Kanye West

### 2005
- Snoop Dogg
  - 50 Cent
  - Akon
  - Missy Elliott
  - Kanye West

### 2006
- Kanye West
  - Missy Elliott
  - Sean Paul
  - Diddy
  - Busta Rhymes

### 2010
- Eminem
  - Kanye West
  - Lil Wayne
  - Snoop Dogg
  - T.I.

### 2011
- Eminem
  - Lil Wayne
  - Jay-Z i Kanye West
  - Pitbull
  - Snoop Dogg

### 2012
- Nicki Minaj
  - Drake
  - Jay-Z i Kanye West
  - Nas
  - Rick Ross

### 2013
- Eminem
  - Drake
  - Jay-Z
  - Macklemore i Ryan Lewis
  - Kanye West

### 2014
- Nicki Minaj
  - Drake
  - Eminem
  - Iggy Azalea
  - Kanye West

### 2015
- Nicki Minaj
  - Drake
  - Kendrick Lamar
  - Kanye West
  - Wiz Khalifa

### 2016
- Drake
  - Future
  - G-Eazy
  - Kanye West
  - Wiz Khalifa

### 2017
- Eminem
  - Drake
  - Future
  - Kendrick Lamar
  - Post Malone

### 2018
- Nicki Minaj
  - Drake
  - Eminem
  - Migos
  - Travis Scott

### 2019
- Nicki Minaj
  - 21 Savage
  - Cardi B
  - J. Cole
  - Travis Scott

### 2020
- Cardi B
  - Eminem
  - Drake
  - Travis Scott

### 2021
- Nicki Minaj
  - Megan Thee Stalion
  - Cardi B
  - Drake